# Katina Paxinou

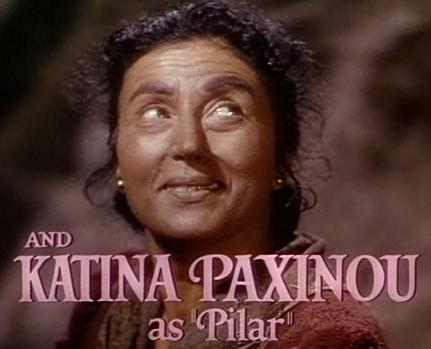
Katina Paxinou i Klockan klämtar för dig (1943).

Katina Paxinou (grekiska: Κατίνα Παξινού), född Aikaterini Konstantopoulou (Αικατερίνη Κωνσταντοπούλου) 17 december 1900 i Pireus, död 22 februari 1973 i Aten, var en grekisk Oscar- och Golden Globevinnande film- och teaterskådespelerska.

## Biografi
Katina Paxinou föddes i Pireus i Grekland. Hon försökte först på sig en karriär som operasångerska, men bytte inriktning och gav sig på teatern istället. Hon gick med i den Grekiska Kungliga Teatern 1929, och blev snabbt känd som en av Greklands bästa skådespelerskor. När andra världskriget bröt ut 1939 var hon och uppträdde i London. Hon hindrades att återvända, och emigrerade istället till USA.
Hon valdes ut till att spela "Pilar" i filmen Klockan klämtar för dig (1943), för vilken hon vann en Oscar och en Golden Globe för bästa kvinnliga biroll. Hon fortsatte att medverka i Hollywoodproduktioner fram till 1949. 1947 arbetade hon i Storbritannien, i filmversionen av Uncle Silas, tillsammans med Jean Simmons. Efter 1949 återvände hon till Hollywood en enda gång, för att spela en zigenarkvinna i den religiösa, episka filmen The Miracle.
1950 återupptog Paxinou sin teaterkarriär. Tillsammans med sin mest anlitade regissör och make sedan 1940, Alexis Minotis, startade hon Athens Kungliga Teater 1950.
Paxinou medverkade i flera Broadwayproduktioner, inklusive huvudrollen i den första engelskspråkiga uppsättningen av Federico Garcia Lorca's The House of Bernarda Alba 1951. Hennes dialekt och tondjup var mycket lika Anna Magnani, en annan europeisk (italiensk) skådespelerska. Hon fortsatte att medverka i filmer fram till sin död i cancer. Hon avled i Aten, 72 år gammal. 

## Filmografi (urval)
- 1943 – Klockan klämtar för dig
- 1945 – Som hemlig agent
- 1947 – Mourning Becomes Electra
- 1949 – Skälmarnas furste
- 1955 – Herr Satan själv
- 1960 – Pappa vet bäst (TV-serie) (avsnittet "Cupid Knows Best")
- 1960 – Rocco och hans bröder